# Billy Burnette
Billy Burnette (* 8. Mai 1953 in Memphis, Tennessee; vollständiger Name William Beau Burnette III) ist ein US-amerikanischer Gitarrist, Sänger und Songwriter. Er ist auch als Schauspieler tätig.

## Karriere
Burnettes Familie zog Ende der 1950er Jahre nach Los Angeles, wo sein Vater Dorsey Burnette und sein Onkel Johnny Burnette als Musiker und Songwriter tätig waren. Bereits im Alter von sieben Jahren nahm er unter dem Namen Billy Beau seine erste Single auf. Mit Elf folgte ein komplettes Album, und zwei Jahre später tourte er mit Brenda Lee.
Nach seinem Schulabschluss 1969 kehrte er zunächst nach Memphis zurück. 1971 ging er nach Nashville und begleitete Roger Miller als Gitarrist. 1972 unterzeichnete er einen Plattenvertrag und veröffentlichte ein Album bei Entrance Records, dieses erzielte jedoch keinen großen Erfolg. 1979 wechselte er zu Polydor Records. Erst sein zweites Album bei Polydor enthielt mit „What's A Little Love Between Friends“ einen kleineren Hit. Im darauf folgenden Jahr wechselte er zu Columbia Records. Die Single „Don't Say No“ aus seinem dort veröffentlichten Album erreichte Platz 68 in den Billboard Hot 100. 1981 folgte ein weiteres Soloalbum bei Columbia.
Burnette lernte Mick Fleetwood kennen und trat dessen Band The Zoo bei. Über Fleetwood lernte er auch andere Mitglieder von Fleetwood Mac kennen und arbeitete in der Folge mit Christine McVie und Stevie Nicks. 1985 wechselte er erneut die Plattenfirma. Das nächste Soloalbum Try Me enthielt die gleichnamige Single, die bis auf Platz 68 stieg. Die zweite Single „Ain't It Just Like Love“ erreichte Platz 51. Die gleichnamige Single zu seinem im nächsten Jahr veröffentlichten Album „Soldier Of Love“ kam auf Platz 54.
1987 schrieb und produzierte er für das Comeback-Album Mystery Girl von Roy Orbison, auf dem er auch als Gitarrist beteiligt war. Als der Gitarrist Lindsey Buckingham Fleetwood Mac im selben Jahr verließ, wurde Burnette auf Betreiben von Mick Fleetwood Mitglied von Fleetwood Mac. 1992 veröffentlichte Burnette sein mittlerweile achtes Soloalbum und hatte mit „Nothin' To Do (And All Night To Do It)“ eine weitere Single in den Charts. Nachdem Fleetwood Mac 1995 eine künstlerische Pause einlegten, veröffentlichte Burnette 1997 zusammen mit Bekka Bramlett ein Countrymusik-Album, das Duo trennte sich jedoch bereits im Jahr darauf wieder. 1999 und 2000 folgten zwei Soloalben. Zwischen 2005 und 2010 war Burnette Mitglied der Tourband von John Fogerty.
Zwischen 1994 und 1998 war Burnette auch als Schauspieler in mehreren Spielfilmen tätig, darunter Die Addams Family und die lieben Verwandten und Angriff aus dem Dunkeln. Unter den Künstlern, die Stücke von Burnette aufgenommen haben, befinden sich neben Roy Orbison auch Ray Charles, Jerry Lee Lewis, die Everly Brothers, Gregg Allman, Loretta Lynn und Ringo Starr.

## Diskografie

### Alben
- 1972 – Billy Burnette
- 1979 – Billy Burnette
- 1980 – Between Friends
- 1980 – Billy Burnette
- 1981 – Gimme You
- 1985 – Try Me
- 1986 – Soldier of Love
- 1988 – Brother to Brother
- 1993 – Coming Home
- 1997 – Bekka & Billy
- 1999 – All Night Long
- 2000 – Are You With Me Baby
- 2006 – Memphis in Manhattan
- 2007 – The Bluegrass Elvises, Volume 1

### Singles
- 1979 – What's a Little Love Between Friends
- 1980 – Don't Say No
- 1985 – Ain't It Just Like Love
- 1986 – Try Me
- 1986 – Soldier of Love
- 1992 – Nothin' to Do (And All Night to Do It)

## Filmografie
- 1994 – Saturday Night Special
- 1995 – Dämonische Nachbarn
- 1995 – Angriff aus dem Dunkeln
- 1998 – Casper trifft Wendy
- 1998 – Die Addams Family und die lieben Verwandten
- 1998 – Richie Rich's Christmas Wish